# Compagnia di San Giobbe

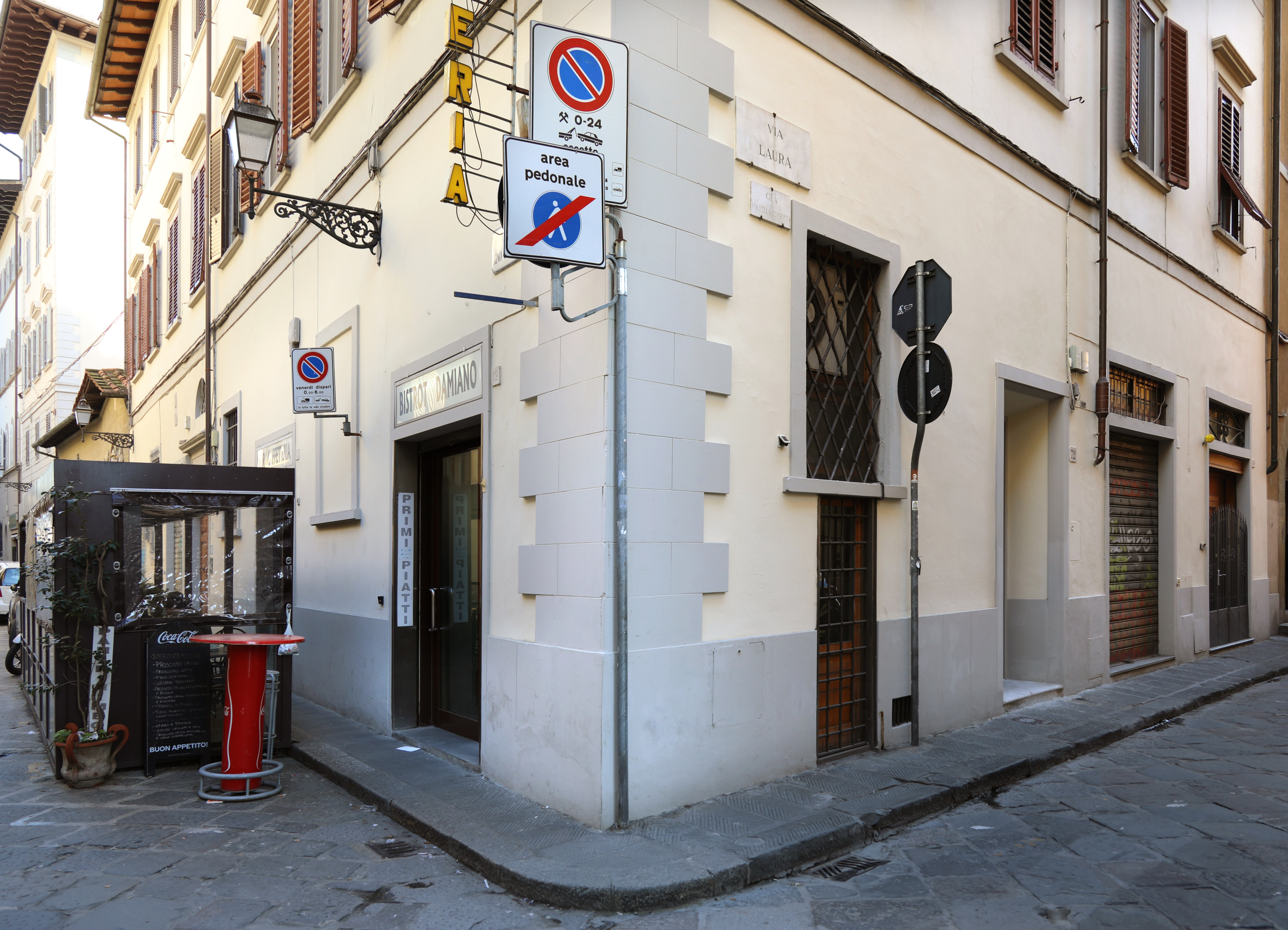
La sede della Compagnia, oggi trasformata in abitazione civile

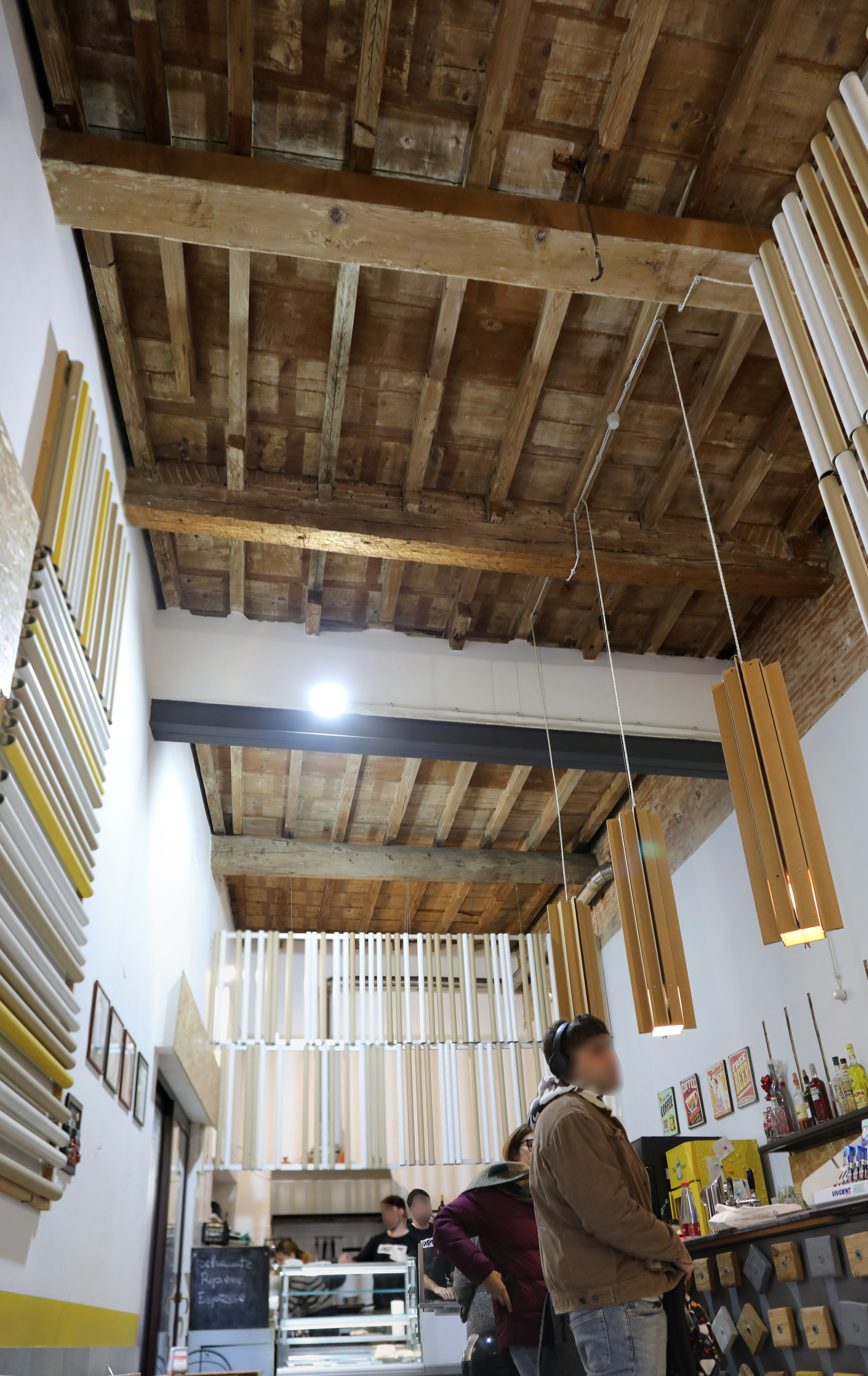
Interno di quello che dovette essere l'oratorio della confraternita, oggi sede di un'attività di ristorazione

La Compagnia di San Giobbe è stata un'antica confraternita di Firenze.

## Storia
Fu fondata il 1º aprile 1499 da un gruppo di gentiluomini fiorentini con scopi devozionali e di mutua assistenza. L'anno seguente comprarono un terreno dagli Ufficiali della Torre per costruire un oratorio, lungo l'attuale via Gino Capponi, in angolo con via Laura, collocato tra quello di San Lorenzo in Piano e quello Sant'Eligio degli Orefici, dirimpetto alla Santissima Annunziata. Nel 1529, per velocizzare i lavori ancora incompiuti, Clemente VII concesse il beneficio dell'indulgenza plenaria a chiunque visitasse l'oratorio e vi lasciasse un'elemosina. 
Nel 1788, vista la cattiva situazione del tetto dell'oratorio, i confratelli decisero riunirsi nella chiesa di San Procolo, tornando al proprio oratorio solo quattro anni dopo, al termine dei necessari lavori. 
Come moltissime altre confraternite toscane, fu soppressa da Pietro Leopoldo il 21 marzo del 1785 e mai più ripristinata.

## Pratiche religiose
Le riunioni dei confratelli si svolgevano la prima e la terza domenica del mese, e in occasione di alcune festività quali la Candelora e la festa di san Giobbe, il 10 maggio. 
Per non trasformare il sodalizio in una compagnia "professionale", gli statuti prevedevano un tetto massimo di dodici membri per ciascun mestiere. Vi si potevano iscrivere anche le donne, in particolare erano numerose le suore. Nel 1722 venne stabilito il numero massimo di cento tra confratelli e consorelle.

## Stemma e simboli
Lo stemma della Compagnia mostrava un grifone rosso in campo d'argento.